# Calodia warei
Calodia warei är en insektsart som beskrevs av Nielson 1982. Calodia warei ingår i släktet Calodia och familjen dvärgstritar. Inga underarter finns listade i Catalogue of Life.